# Trichosomoides crassicauda
Trichosomoides crassicauda (synoniem: Trichodes crassicauda, Trichosoma crassicauda) is een parasitaire rondworm, die tot de familie Trichinellidae behoort. De rondworm komt voor in de urineblaas en nieren van de bruine rat (Rattus norvegicus) en zwarte rat (Rattus rattus).
De volledige levenscyclus vindt plaats in de rat en duurt 50-60 dagen. De eieren met de L1-larve komen samen met de urine in het milieu. Ratten kunnen besmet raken door met eieren besmet voedsel en water. In de maag kruipen de L1-larven uit de eieren door de maagwand en verplaatsen zich naar de longen via lichaamsholten of de bloedbaan. Ze komen ook via de bloedbaan in de nieren en in de blaas via de urineleiders. De rondwormen komen voor in het lumen of in het slijmvliesweefsel van de blaas. Hierdoor ontstaat bij massale infecties een ernstige blaasontsteking. Ook nierstenen en blaastumoren kunnen ontstaan. De larven veroorzaken eosinofiele granulomen. In de blaas kunnen granulomateuze laesies ontstaan. De mannelijke rondworm(en) komt voor in de baarmoeder of vagina van de volwassen vrouwelijke rondworm.
De vrouwtjes zijn 8-18 mm lang en 180-250 µm dik. De mannetjes zijn 1,7 tot 3,5 mm lang. De donkergoudbruine eieren zijn 62-72 µm lang en 29-56 µm breed en hebben aan de polen een dekseltje (operculum). In de eieren ontwikkelen zich de L1-larve. De rondworm heeft een stichosoom, een meercellig orgaan, dat bestaat uit een in de lengterichting liggende reeks van klierachtige eencellige cellen (stichocyten) gerangschikt in een rij langs de farynx en de achterste farynxklieren vormen.

Epitheelwoekeringen en een ei met een L1-larve
Met rondworm
Met rondwormen in de nier
Met rondwormen op dwarsdoorsnede